# 国際連合安全保障理事会決議80
国際連合安全保障理事会決議80（こくさいれんごうあんぜんほしょうりじかいけつぎ80、英: United Nations Security Council Resolution 80, UNSCR80）は、1950年3月14日に国際連合安全保障理事会決議で採択された決議。インド・パキスタン情勢に関して停戦の感謝と撤兵の再要請を行ったものである。

## 概要
この決議では、国連インド・パキスタン委員会の報告書とA・G・L・マクノートン（A. G. L. McNaughton）の報告書を受け、インドとパキスタンが停戦を順守し、ジャンムー・カシミールの非武装化と将来の国民投票管理者として艦隊司令官チェスター・ニミッツに同意することを称賛した。
またこの決議では以下のことを要求した。
1. 残存兵力が「いかなる時点でも停戦ラインの両側の人々に恐怖を与えない」程度まで、インド・パキスタン両国が同時かつ段階的に非軍事化を進めること。[1]
2. 北部地域を地元当局が管理し、国連の監視下に置くこと。
3. 非武装化プログラムの準備と実施を支援する国際連合代表を任命し（国際連合インド・パキスタン軍事監視団参照）、インド・パキスタン両政府および理事会に助言し、インド・パキスタン国際連合委員会の権限と責任をすべて行使し、非武装化の適切な段階で国民投票管理者が与えられたすべての機能を引き受けるよう手配し、必要性に応じて理事会に報告すること。

この決議80は、パキスタンが先に撤退することを求めていた決議47からの転換を意味するものであった。決議80は、インドとパキスタンに、国民投票のために同時に軍を撤退させることを求めた。また、アザド・カシミール軍とジャンムー・カシミール州軍を暗に同一視しており、先の国連委員会の保証に反している。当然アザド・カシミールとジャンムー・カシミールを同一視するこの試みは、インドの同意を得ることができなかった。
同決議はさらに、両政府に対し、停戦の継続を確保するためにあらゆる必要な予防措置を講じるよう要請し、インド・パキスタン国際連合委員会のメンバーおよびマクノートンに謝意を表明するとともに、両国が国際連合代表に対し、同委員会の権限と責任を移譲することを通知してから1カ月後にインド・パキスタン国際連合委員会を終了させることに合意した。
決議は賛成8票で可決された。残る3国のうちインドとユーゴスラビアは棄権し、ソビエト連邦は欠席した。

## 詳細
以下はその和訳。
安全保障理事会は、
1948年1月20日の決議39（1948）及び4月21日の決議47（1948）により設置された国際連合インド・パキスタン委員会の報告書を受理・留意するとともに2、
1949年12月17日の安全保障理事会の決定4に従って開始されたインド及びパキスタンの代表との協議結果に関するマック・ノートン将軍の報告書3も受理・留意し、
インド及びパキスタン両政府を1948年8月13日5及び1949年1月5日6の国際連合委員会決議6に具体化された停戦、ジャンムー・カシミール州の非武装化及び自由かつ公平な国民投票という民主的方法による国民の意思に基づく最終処分の決定のための合意に達した両政府の政治的行動のため称賛し、
また(1)1949年1月に実施された敵対行為の停止、(2)1949年7月27日の停戦ラインの設定、(3)艦隊提督チェスター・W・ニミッツが国民投票管理者になるという合意をしたことについて特に締約国を賞賛し、
未解決の困難の解決は、既に到達した基本原則に関する相当程度の合意に基づくべきであり、また、国家の非軍事化及び住民の自由に表明された意思に従ったその将来の迅速な決定のために直ちに措置をとるべきことを考慮し、以下の通りとする。
1. インド及びパキスタンの両政府に対し、両国の権利又は請求権を害することなく、かつ、法と秩序の要請に十分配慮して、この決議の日から5か月以内に、マクノートン将軍の提案の第2項の原則7又は相互に合意するこれらの原則の修正に基づいて非軍事化のプログラムを準備し実行するための準備を直ちに行うことを要請する。
2. 国際連合代表を任命することを決定する。この代表は、適当と認める場所においてその職務を行う権限を有するものとし、その目的は以下の通りである。
(a) 前記の非武装化計画の作成に協力し、その実施を監督し、また、非武装化のために当事者によってなされた協定を解釈すること。
(b) インド及びパキスタンの両政府の裁量に委ね、ジャンムー・カシミール州に関して両政府間に生じた紛争の迅速かつ永続的な解決に寄与すると思われる提案を両政府又は安全保障理事会に提出すること。
(c) 安全保障理事会の既存の決議及び1948年8月13日及び1949年1月の国際連合委員会の決議に具体化された当事者の合意により、インド・パキスタン国際連合委員会に付与された権限及び責任のすべてを行使すること。
(d) 非武装化の適当な段階において、両当事者間の協定に基づき国民投票管理者に割り当てられた機能を国民投票管理者が引き受けるよう手配すること。
(e) 安全保障理事会が必要と認めるときは、その結論及び希望する勧告を提出し、安全保障理事会に報告すること。
3. 両政府に対し、停戦に関する協定が引き続き誠実に遵守されることを確保するために必要なすべての予防措置をとることを要請し、また、さらなる交渉の促進に好ましいムードをつくり維持することを確保するために可能なすべての措置をとることを要請する。
4. 国際連合インド・パキスタン委員会の委員およびA・G・L・マクノートン将軍の苦心と実りある労苦に、最大限の感謝を表する。
5. インド及びパキスタンのための国際連合委員会が終了することに同意し、かつ、両当事者が国際連合代表に対し上記第二項（c）にいう国際連合委員会の権限及び責任の移譲を受け入れる旨を通知してから一月後にこれを行うものと決定する。

2 安全保障理事会公式記録、第3年、1948年11月の補足、文書S/1100：同上、第4年、1949年1月の補足、文書S/1196：同上、第4年、特別補足第7号を参照。
3　同上、5年目、1950年1月1日から5月31日までの補足、文書S / 1453を参照。
4 同上、「4年目、安全保障の決議と決定」、文書S/1453。1949年、7ページを参照。
5 同上、第3年、1948年11月の補足、文書S/1100、第75段落を参照。
6 同上、第4年、1949年1月分補足、文書S/1196、第15段落を参照。
7 同上、5年目、1960年1月1日から5月31日までの補足、文書S / 1453、14ページを参照。